# Ángel Cabrera
Ángel Cabrera (* 12. září 1969 Villa Allende) je argentinský golfista. Je výraznou postavou okruhu PGA Tour díky korpulentní postavě, která mu vynesla přezdívku El Pato (kachna), a také jako silný kuřák. Jeho předností je silný švih.
Pochází z chudé a neúplné rodiny, živil se od dětství jako caddy, ve dvaceti letech začal hrát profesionálně. Vyhrál Open de Argentina 2001, Benson & Hedges International Open 2002, U.S. Open 2007, Masters Tournament 2009 a Greenbrier Classic 2014, byl druhý na Masters 2013. Spolu s Eduardem Romerem vybojovali pro Argentinu druhé místo ve Světovém poháru 2000. Hrál za tým světa v Prezidentském poháru v letech 2005, 2007, 2009 a 2013. Jeho nejlepším umístěním ve světovém žebříčku bylo deváté místo v roce 2005. V roce 2007 získal cenu Olimpia de Oro pro argentinského sportovce roku.
Profesionálními golfisty jsou i jeho synové Federico a Ángel.